# Тунари (Дамбовица)
Тунари (рум. Tunari) насеље је у Румунији у округу Дамбовица у општини Бездеад. Oпштина се налази на надморској висини од 467 m.

## Становништво
Према подацима из 2002. године у насељу је живело 203 становника, од којих су сви румунске националности.